# Ensemble Ortskern Obernzell

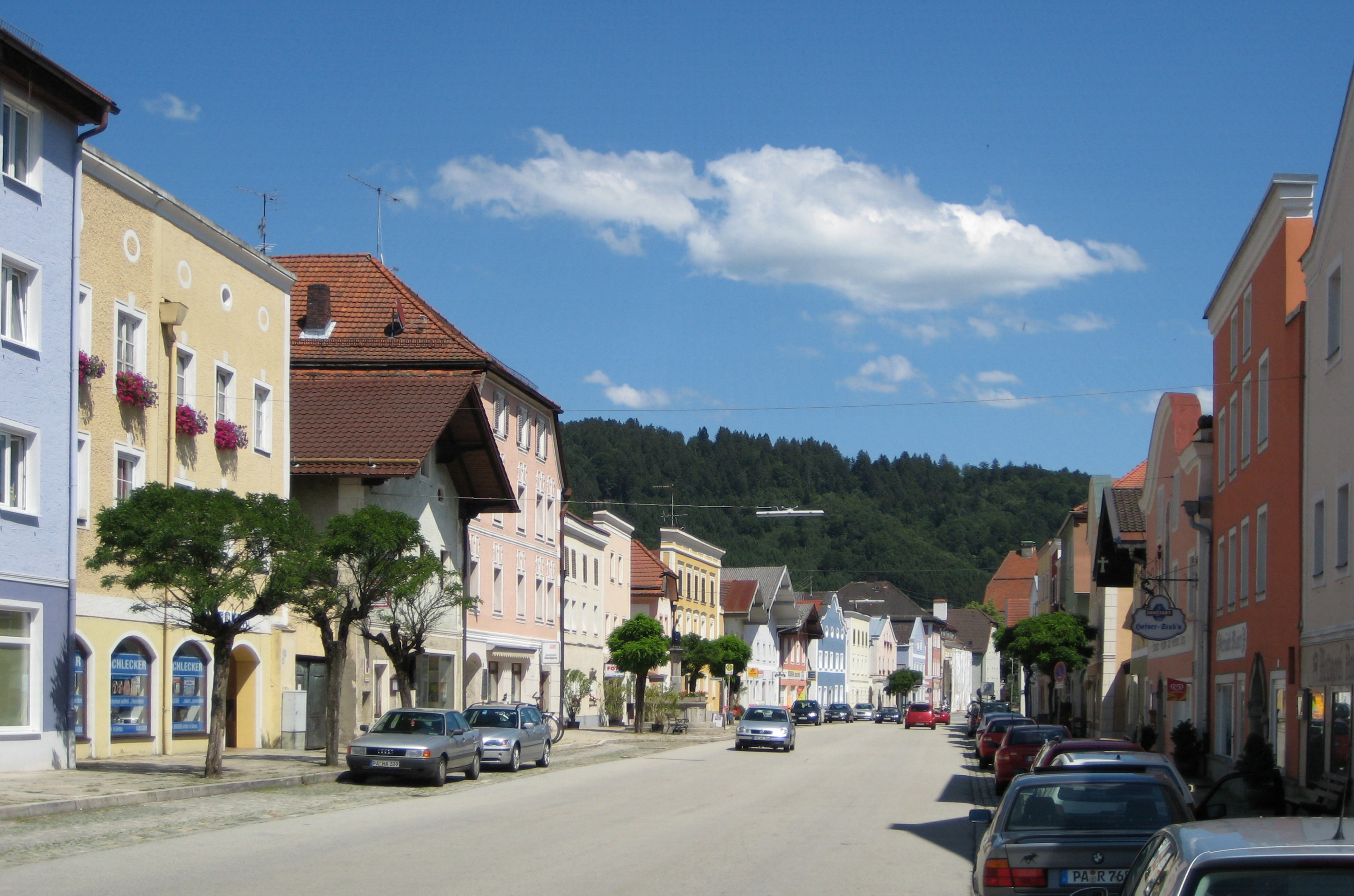
Marktplatz in Obernzell

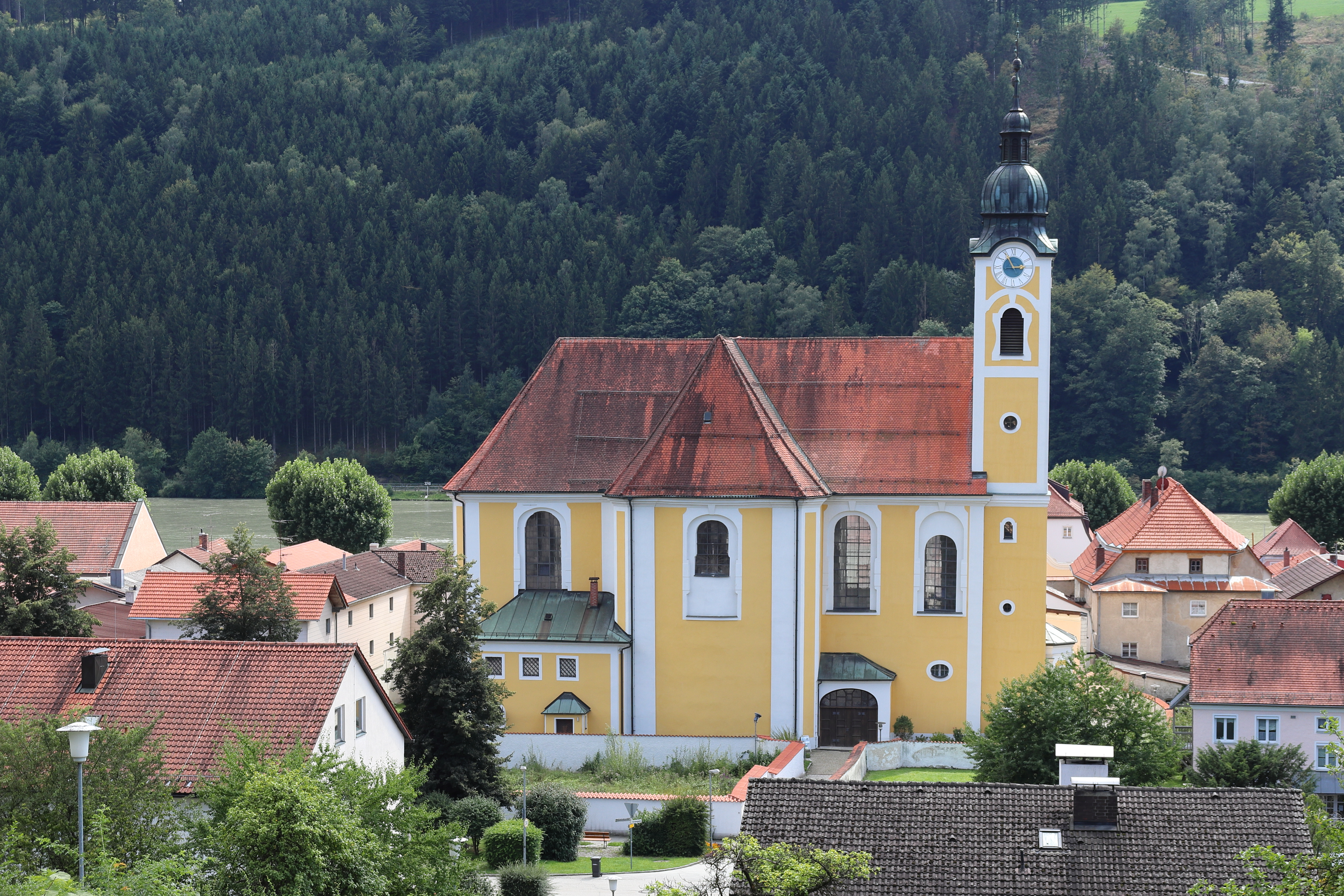
Kirche Mariä Himmelfahrt

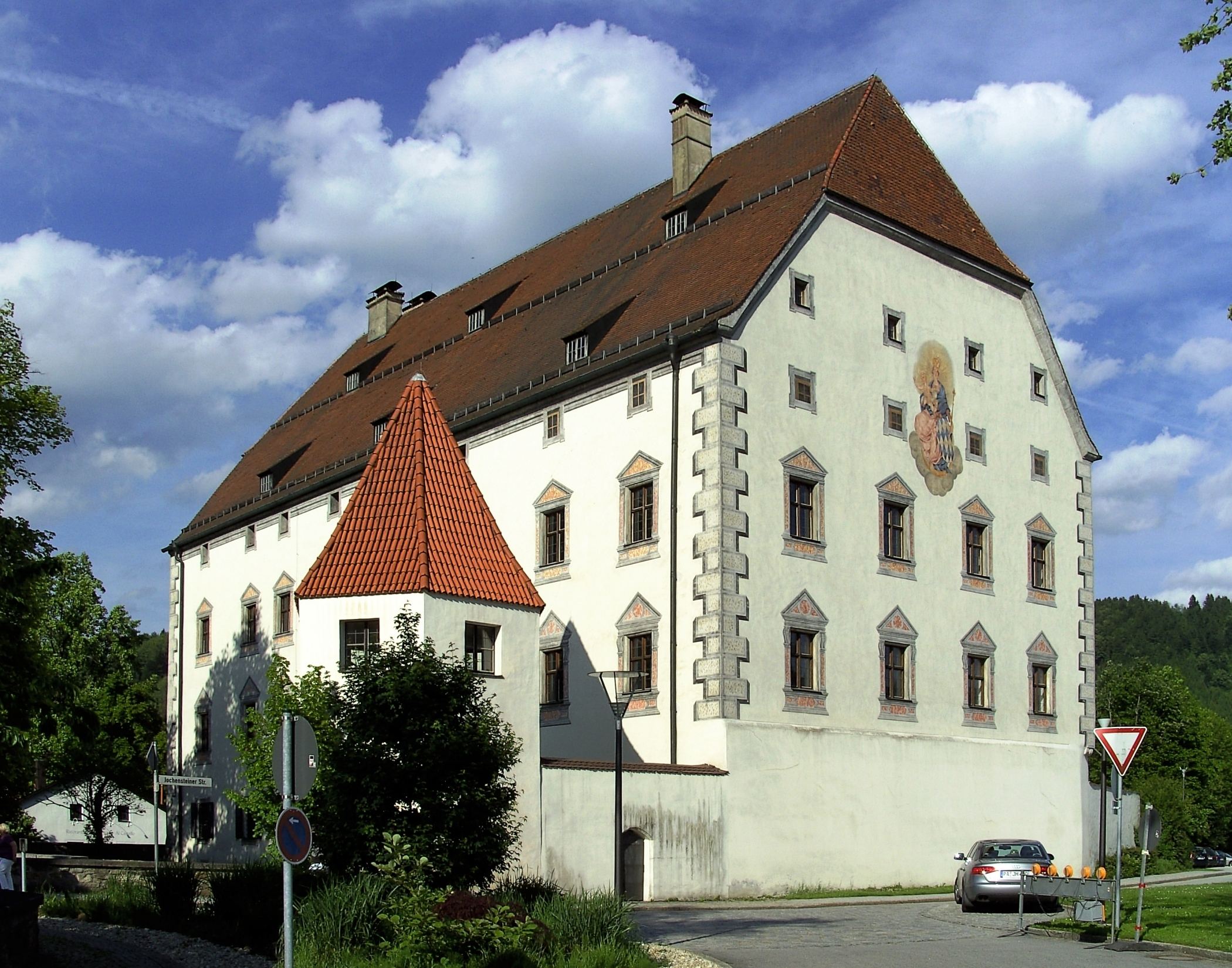
Schloss Obernzell

Das Ensemble Ortskern in Obernzell, einer Marktgemeinde im niederbayerischen Landkreis Passau, ist ein Bauensemble, das unter Denkmalschutz steht.

## Umgrenzung
Die historische Ausdehnung des Ortes besteht aus einem langgestreckten Straßenmarkt am Ufer der Donau und aus der mittig nach Norden abzweigenden Kirchengasse mit der Pfarrkirche Mariä Himmelfahrt, die hinter der Marktplatzbebauung aufragt. Außerdem aus dem Schlossbezirk, der dem Markt östlich vorgelagert ist und aus einem kleinen vorstadtähnlichen Bereich im Westen. 

## Beschreibung
Der das Ortsbild bestimmende Marktplatz dürfte im Grundriss im 13. Jahrhundert entstanden bzw. ausgebaut worden sein. Eine südliche und eine nördliche Zeile von je etwa 30 Grundstücksparzellen fassen ihn ein. Die nördliche Reihe hat große Tiefenausdehnung. Sie reicht rückwärts bis an die alte Marktgrenze, die seit dem späteren 18. Jahrhundert durch den angerartigen Straßenzug der Krankenhausstraße mit einer Allee markiert wird. 
Den Wohngebäuden am Markt sind nach Norden Wirtschaftsgebäude und Gärten zugeordnet. In der Mitte dieser Parzellenreihe fand in einer hofartigen Aussparung die Pfarrkirche ihren Platz. Der Barockbau, der hinter den Häusern am Markt liegt, überragt mit seiner Doppelturmfassade die bürgerlichen Anwesen. 
Die Grundstücke der südlichen Marktzeile zur Donau hin haben geringere Tiefe. Neben Gärten und einigen Wirtschaftsgebäuden weist die Wasserfront des Ortes spätbarocke und biedermeierliche, giebelständige Wohn- und Gartenhäuser sowie einzelne Manufakturgebäude auf. 
Die geschlosse Bebauung am Marktplatz besteht aus verputzten Wohnhäusern mit zwei oder drei Geschossen und einer lebendigen Dächervielfalt. Traufseithäuser wechseln mit Halbwalmdachbauten, die Steilgiebel liegen fast immer hinter waagrechten oder geschweiften Vorschussmauern.
Neben den stattlichen Gasthöfen und Schifferhäusern, die ihre äußere Gestaltung meist nach dem großen Brand 1839 in biedermeierlichen Formen erfahren haben, im Kern aber viel älter sind, gibt es noch einige Handwerkerhäuser mit vorstehenden Flachsatteldächern. 
Im Osten hat der Straßenraum sein Blickziel im alten Pflegschloss, einer ehemals von Wasser umflossenen spätgotischen Anlage.
Der Westen wird von schlichten Reihen kleiner traufseitiger Wohnhäuser bestimmt, die wohl größtenteils auf veränderter Parzellenstruktur nach dem Brand 1839 entstanden sind.

## Einzeldenkmäler
Siehe: Liste der Baudenkmäler in Obernzell